# ورزشگاه چاهو
ورزشگاه چاهو (به لاتین: Chaohu Stadium) یک ورزشگاه در چین است که در چاوچو واقع شده‌است.